# MNH Entertainment
MNH Entertainment (кор. 엠앤에이치엔터테인먼트) — приватна багатонаціональна розважальна компанія та агентство талантів, що знаходиться в Сеулі. Заснована в листопаді 2014 року Лі Вон Сопом, колишнім менеджером JYP Entertainment. Компанію було засновано 18 листопада 2014 року. MNH представили свій перший жіночий гурт BVNDIT у 2019 році. Їхній перший актор Юн Чже Йон був представлений у 2020 році, але в тому ж році він пішов. 

## Історія
Компанія утворена 18 листопада 2014 року.
У 2016 році стажерку Кім Чон Ха було направлено для участі в реаліті-шоу на виживання Produce 101. Вона фінішувала четвертою і дебютувала в складі I.O.I. Після розпуску I.O.I MNH планували, що Чонха дебютує як соліст.
У 2019 році були випущені тизери нового жіночого гурту MNH BVNDIT. Це був перший жіночий гурт, створений MNH Entertainment. Гурт складався з 5 учасниць і дебютував 10 квітня 2019 року з «Hocus Pocus». 15 травня 2019 року BVNDIT випустили нову пісню під назвою «Dramatic».
28 січня 2020 року MNH розповіли про свої плани щодо нового музичного проекту New.wav, який має на меті, щоб артисти агентства частіше спілкувалися з публікою за допомогою різноманітної музики, окрім регулярних випусків альбомів. MNH представили свого першого актора Юн Дже Йона, а його акторський дебют відбувся в телесеріалі SBS Nobody Knows.

## Артисти

### Артисти звукозапису

#### Гурти
- 8Turn

#### Солісти
- Лім Сан Хьон
- Vvon

#### Відомі трейні
- Сок Метью (ZB1)[9]

## Колишні артисти
- Юн Дже Йон (2020)
- Bvndit (2019—2022)[10]
  - Yiyeon (2019—2022)
  - Сонгі (2019—2022)
  - Jungwoo (2019—2022)
  - Сімьон (2019—2022)
  - Seungeun (2019—2022)
- Чонха (2016—2023)[11]

## Дискографія
| Виконавець   | Назва                                      | Дата              | Формат           | Мова       | Дистрибутор                                                                           |
| ------------ | ------------------------------------------ | ----------------- | ---------------- | ---------- | ------------------------------------------------------------------------------------- |
| Чонха        | «Week»                                     | 21 квітня 2017    | Цифровий сингл   | Корейська  | CJ E&M Music                                                                          |
| Чонха        | Hands on Me                                | 7 червня 2017     | Мініальбом       | Корейська  | CJ E&M Music                                                                          |
| Чонха        | Offset                                     | 17 січня 2018     | Мініальбом       | Корейська  | CJ E&M Music                                                                          |
| Чонха        | Blooming Blue                              | 18 липня 2018     | Мініальбом       | Корейська  | Stone Music Entertainment                                                             |
| Чонха        | XII                                        | 2 січня 2019      | Сингл-альбом     | Корейська  | Stone Music Entertainment                                                             |
| Bvndit       | Bvndit, Be Ambitious!                      | 10 квітня 2019    | Сингл-альбом     | Корейська  | Stone Music Entertainment                                                             |
| Bvndit       | «Dramatic»                                 | 15 травня 2019    | Цифровий сингл   | Корейська  | Stone Music Entertainment                                                             |
| Чонха        | Flourishing                                | 24 червня 2019    | Мініальбом       | Корейська  | Stone Music Entertainment                                                             |
| Bvndit       | Be!                                        | 5 листопада 2019  | Мініальбом       | Корейська  | Stone Music Entertainment                                                             |
| Чонха        | «Loveship» (with Paul Kim)                 | 21 січня 2020     | Цифровий сингл   | Корейська  | Stone Music Entertainment, Neuron Music, Kakao M                                      |
| Bvndit       | «Cool»                                     | 6 лютого 2020     | Цифровий сингл   | Англійська | Stone Music Entertainment                                                             |
| Chungha      | «Everybody Has»                            | 29 лютого 2020    | Цифровий сингл   | Корейська  | Stone Music Entertainment                                                             |
| Bvndit       | «Children»                                 | 20 квітня 2020    | Цифровий сингл   | Корейська  | Stone Music Entertainment                                                             |
| Chungha      | «Stay Tonight»                             | 27 квітня 2020    | Цифровий сингл   | Корейська  | Stone Music Entertainment                                                             |
| Bvndit       | Carnival                                   | 13 травня 2020    | Мініальбом       | Корейська  | Stone Music Entertainment                                                             |
| Чонха        | «Be Yourself»                              | 9 червня 2020     | Цифровий сингл   | Корейська  | Stone Music Entertainment                                                             |
| Чонха        | «Play» (feat. Changmo)                     | 6 липня 2020      | Цифровий сингл   | Корейська  | Stone Music Entertainment                                                             |
| Чонха        | «Bad Boy» (with Christopher)               | 23 вересня 2020   | Цифровий сингл   | Англійська | Stone Music Entertainment, Warner Music Korea, Parlophone Denmark                     |
| Чонха        | «Dream of You» (feat. R3hab)               | 27 листопада 2020 | Цифровий сингл   | Англійська | Stone Music Entertainment                                                             |
| Чонха        | «X»                                        | 19 січня 2021     | Цифровий сингл   | Корейська  | Stone Music Entertainment                                                             |
| Чонха        | Querencia                                  | 15 лютого 2021    | Студійний альбом | Корейська  | Genie Music, Stone Music Entertainment (Південна Корея) 88rising, 12Tone Music (Світ) |
| Чонха        | «Demente» (Spanish Version) (with Guaynaa) | 17 березня 2021   | Цифровий сингл   | Іспанська  | Stone Music, 88rising, 12Tone Music                                                   |
| Лім Сан Хьон | «A Rainy Night»                            | 25 липня 2021     | Цифровий сингл   | Корейська  | Stone Music Entertainment                                                             |
| Лім Сан Хьон | «I'd Rather»                               | 21 жовтня 2021    | Цифровий сингл   | Корейська  | Stone Music Entertainment                                                             |
| Чонха        | «Killing Me»                               | 26 листопада 2021 | Сингл-альбом     | Корейська  | 88rising                                                                              |
| Лім Сан Хьон | «Honey Milk Tea»                           | 29 березня 2022   | Цифровий сингл   | Корейська  | Stone Music Entertainment                                                             |
| Vvon         | «Hold Up» (feat. Coogie & Sumin)           | 21 квітня 2022    | Цифровий сингл   | Корейська  | Stone Music Entertainment                                                             |
| Bvndit       | Re-Original                                | 25 травня 2022    | Мініальбом       | Корейська  | Stone Music Entertainment                                                             |
| Vvon         | «Why» (feat. Hoody)                        | 5 липня 2022      | Цифровий сингл   | Корейська  | Stone Music Entertainment                                                             |
| Чонха        | Bare & Rare, Pt. 1                         | 11 липня 2022     | Студійний альбом | Корейська  | Stone Music Entertainment, 88rising                                                   |
| Vvon         | «Step» (feat. Kim Seung-min)               | 16 листопада 2022 | Цифровий сингл   | Корейська  | Stone Music Entertainment                                                             |
| 8Turn        | 8TurnRise                                  | 30 січня 2023     | Мініальбом       | Корейська  | Genie Music, Stone Music Entertainment                                                |
| Лім Сан Хьон | Firsthand Pt. 2                            | 21 квітня 2023    | Сингл-альбом     | Корейська  | NHN Bugs Corp, Stone Music Entertainment                                              |

### Проєкти
- New.wav — music project

## Нагороди і номінації
| Рік  | Нагорода                    | Категорія                              | Робота     | Номінант          | Результат | Прим.  |
| ---- | --------------------------- | -------------------------------------- | ---------- | ----------------- | --------- | ------ |
| 2020 | 9th Gaon Chart Music Awards | Producer/Record Production of the Year | «Gotta Go» | MNH Entertainment | Перемога  | [ 12 ] |